# Liste der Bodendenkmale im Landkreis Hameln-Pyrmont

Landkreis Hameln-Pyrmont in Niedersachsen

In der Liste der Bodendenkmale im Landkreis Hameln-Pyrmont sind die Bodendenkmale im Landkreis Hameln-Pyrmont aufgeführt. Die Quelle ist der Denkmalatlas Niedersachsen. Die Angaben in den einzelnen Listen ersetzen nicht die rechtsverbindliche Auskunft der zuständigen Denkmalschutzbehörde.
| Bild | Gemeinde              | Bodendenkmalliste | Wappen | Lage | Ortsteile |
| ---- | --------------------- | ----------------- | ------ | ---- | --- |
|      | Aerzen                | siehe Ortsteile   |        |      | - Aerzen - Königsförde - Dehmke, Dehmkerbrock, Egge - Gellersen, Grießem, Groß Berkel - Grupenhagen, Herkendorf, Multhöpen - Reher, Reinerbeck, Selxen                                                |
|      | Bad Münder am Deister | siehe Ortsteile   |        |      | - Bad Münder - Bakede - Beber - Böbber, Brullsen, Egestorf (Süntel) - Eimbeckhausen - Flegessen, Hachmühlen, Hamelspringe - Hasperde, Klein Süntel - Luttringhausen - Nettelrede - Nienstedt, Rohrsen |
|      | Bad Pyrmont           | siehe Ortsteile   |        |      | - Baarsen - Eichenborn, Großenberg, Hagen - Holzhausen, Kleinenberg, Löwensen - Neersen - Oesdorf - Thal                                                                                              |
|      | Coppenbrügge          | siehe Ortsteile   |        |      | - Bäntorf, Behrensen, Bessingen - Bisperode - Brünnighausen - Coppenbrügge - Diedersen - Dörpe, Harderode, Herkensen - Hohnsen, Marienau                                                              |
|      | Emmerthal             | siehe Ortsteile   |        |      | - Amelgatzen, Bessinghausen, Brockensen - Börry, Emmern, Emmerthal - Esperde, Frenke - Grohnde - Hagenohsen - Hajen - Hämelschenburg - Kirchohsen - Latferde - Lüntorf - Ohr - Voremberg, Welsede     |
|      | Hameln                | siehe Ortsteile   |        |      | - Afferde - Halvestorf - Hameln - Hastenbeck - Haverbeck, Hilligsfeld, Klein Berkel - Rohrsen, Sünteltal, Wehrbergen - Tündern                                                                        |
|      | Hessisch Oldendorf    | siehe Ortsteile   |        |      | - Fischbeck - Friedrichsburg - Großenwieden - Hemeringen - Hessisch Oldendorf - Hohenstein - Langenfeld - Rohdental, Sonnental, Süntel                                                                |
|      | Salzhemmendorf        | siehe Ortsteile   |        |      | - Ahrenfeld - Benstorf, Hemmendorf - Lauenstein - Levedagsen, Ockensen, Oldendorf - Osterwald - Salzhemmendorf - Thüste, Wallensen                                                                    |

Ortsteile in schwarzer Schrift weisen keine Bodendenkmale aus.